# 纤细半蒴苣苔
纤细半蒴苣苔（学名：Hemiboea gracilis）为苦苣苔科半蒴苣苔属下的一个变种。其种加词来源于拉丁文“gracilis”，意为“细长的”。